# Guernica y Luno (zespół muzyczny)
Guernica y Luno – polska grupa muzyczna
Założona na początku 1992 roku przez Rafała Szymańskiego (pseudo: Ciaho) i Jacka Kaczmarka w Słupsku. Przez zespół przewinęło się wiele osób, częste były zmiany składu. Od początku zespół był mocno związany z działalnością słupskiej sekcji Federacji Anarchistycznej. Twórczość wyróżniały radykalne teksty.
Po rozpadzie powstała plotka, że założyciele G.Y.L wyjechali do Gwatemali by walczyć o wolność Indian – powodem było zamieszczenie na stronie www o G.Y.L. sfałszowanego artykułu z „Rzeczpospolitej”. Znajduje się na niej do tej pory; w rzeczywistości przerobiony artykuł dotyczył zapatystów i ukazał się 5 stycznia 1994, czyli przed rozpadem G.Y.L. W rzeczywistości była to prowokacja ze strony zespołu, zniechęconego bezkrytycznym przyjmowaniem tekstów i poglądów ze strony publiczności.
Po rozpadzie zespołu w 1996 r., osoby z nim związane kontynuowały grę w grupach: Ewa Braun i Wszystkie Wschody Słońca.
20 stycznia 2012 r. grupa na chwilę reaktywowała się, aby zagrać dwa charytatywne koncerty na rzecz chorej córki jednego z członków zespołu w Słupsku w Młodzieżowym Centrum Kultury i Motor Rock Pubie.

## Dyskografia
- Wszystkie sztandary tak mocno już zostały splamione krwią i gównem, że najwyższy czas byłoby nie mieć żadnego. Wolność.
- Święta religia anarchii
- Prawdziwie wolny jestem jedynie wtedy, kiedy równie wolnym są wszyscy ludzie, którzy mnie otaczają
- Abyś wiedział, że nigdy nie przegrasz (Guernica y Luno/Janusz Reichel)
- Guernica y Luno / Ewa Braun